# Герб Голубівки
Герб Голубівки — герб міста Голубівка Луганської області.
Затверджено 30 січня 2003 року рішенням № 182 сесії міської ради.

## Опис
З авторського опису герба: «Щит понижено уступчасто скошений зліва лазуровим і чорним. На першій частині срібна кирка. На другій частині золоте сонце, що сходить із золотими променями. Щит обрамлений жовто- блакитною стрічкою, на якій зверху червоний напис „Кіровськ“, а знизу — „1764“, і увінчаний золотою міською короною».